# Halichaetonotus balticus
Halichaetonotus balticus is een buikharige uit de familie Chaetonotidae. Het dier komt uit het geslacht Halichaetonotus. Halichaetonotus balticus werd in 1975 voor het eerst wetenschappelijk beschreven door Kisielewski. 